# Municipio de Goose Lake (Dakota del Sur)
El municipio de Goose Lake (en inglés: Goose Lake Township) es un municipio ubicado en el condado de Charles Mix en el estado estadounidense de Dakota del Sur. En el año 2010 tenía una población de 145 habitantes y una densidad poblacional de 0,87 personas por km².

## Geografía
El municipio de Goose Lake se encuentra ubicado en las coordenadas 43°13′10″N 98°34′25″O / 43.21944, -98.57361. Según la Oficina del Censo de los Estados Unidos, el municipio tiene una superficie total de 167.09 km², de la cual 165,99 km² corresponden a tierra firme y (0,66 %) 1,1 km² es agua.

## Demografía
Según el censo de 2010, había 145 personas residiendo en el municipio de Goose Lake. La densidad de población era de 0,87 hab./km². De los 145 habitantes, el municipio de Goose Lake estaba compuesto por el 81,38 % blancos, el 13,1 % eran amerindios, el 1,38 % eran asiáticos y el 4,14 % eran de una mezcla de razas. Del total de la población el 0,69 % eran hispanos o latinos de cualquier raza.